# Loài gây hại trong nhà

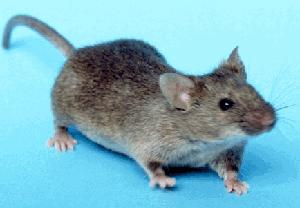
Một con chuột nhà

Loài gây hại trong nhà là các loài động vật gây hại sống trong các căn nhà, chúng gây ra ảnh hưởng lớn đến cuộc sống ở những mức độ khác nhau từ phiền toái cho đến những hiểm họa. Đây là các loài có tiền sử sinh sống hoặc xâm nhập vào sống ở nơi cư trú, gây thiệt hại cho các kết cấu của căn nhà, tiện ích trong sinh hoạt, ăn thực phẩm, truyền bệnh, hoặc gây ra các mối đe dọa khác.

## Các loài
Nhiều loài gây hại phổ biến trong nhà có thể kể đến là:

### Chuột
Trong số các loài gây hại trong gia đình, chuột là loại gặm nhấm gây hại số một, chúng là loài giỏi thích nghi, có thể sinh sôi rất nhanh theo cấp số nhân, vì có kích thước nhỏ, nhanh nhẹn nên chúng rất dễ ẩn náu, chúng cần một lượng thức ăn và không gian rất nhỏ nên chúng có khả năng sống sót và sinh trưởng gần như là ở mọi môi trường, chúng còn là kẻ đi lậu vé nguy hiểm. Trừ con người, chuột là loại động vật có vú đông và phổ biến nhất trên trái đất. Chúng phá phách dữ dội trong hoạt động của con người, là vật chủ và vật trung gian truyền bệnh cho con người, thậm chí còn cắn người gây ra bệnh sốt chuột cắn.

### Ruồi

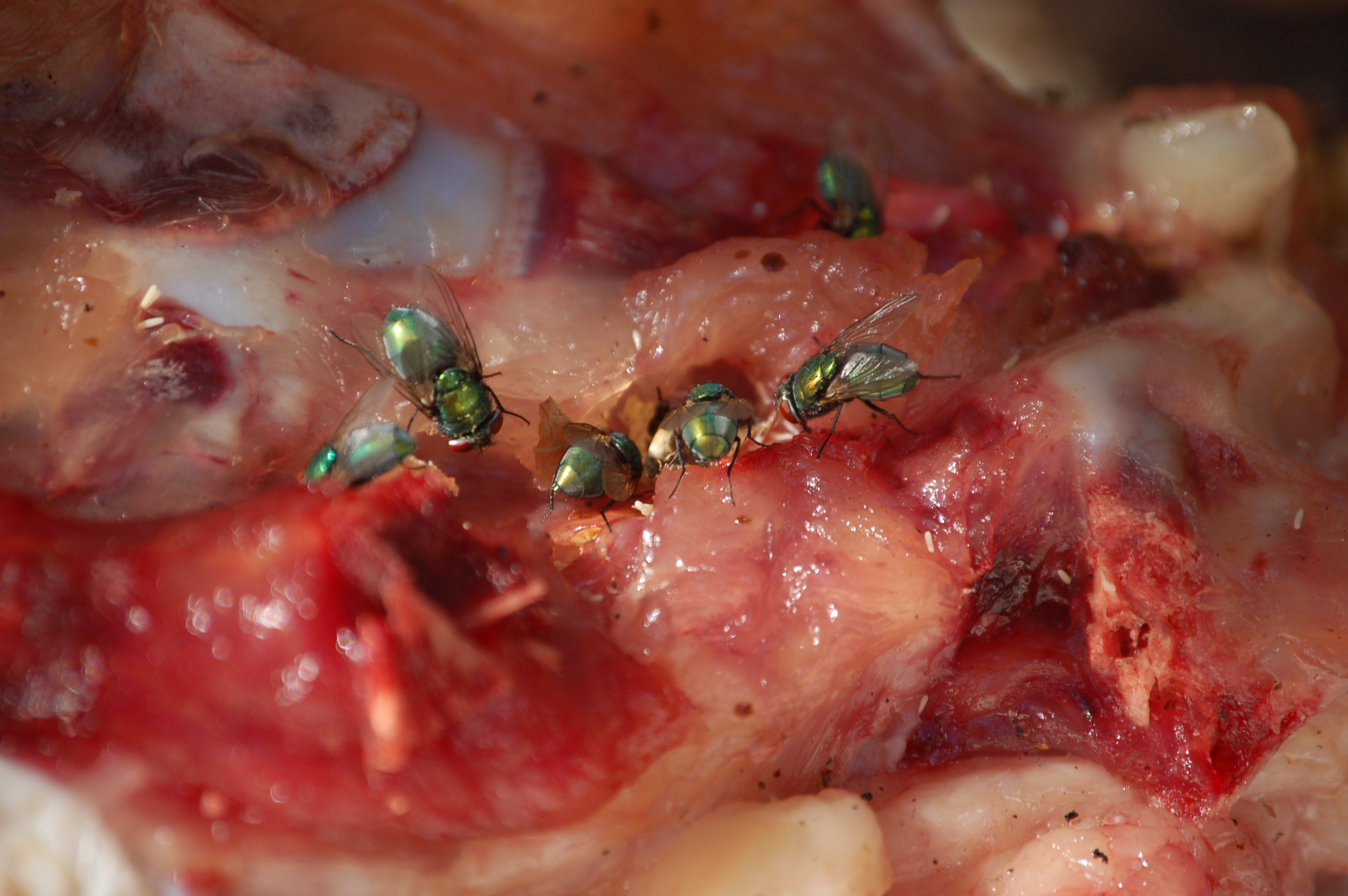
Một đàn ruồi đang bu vào thịt

Ruồi nhà sinh sản khá nhanh và mạnh, nên quần thể ruồi nhà có thể bùng phát số lượng trong vòng vài tuần. Ruồi ăn tất cả các loại thức ăn như thực phẩm và chất thải của người, động vật, đặc biệt là các chất thải có mang mầm bệnh truyền nhiễm như đờm, dãi, chất nôn, phân, máu, tổ chức hoại tử. Chúng vừa liếm, vừa hút thức ăn dạng lỏng, ruồi vừa ăn, vừa nôn, vừa thải ra thức ăn và chứa nhiều mầm bệnh, gây lây lan bệnh tật. Chúng còn bay vo ve gây khó chịu.

### Muỗi

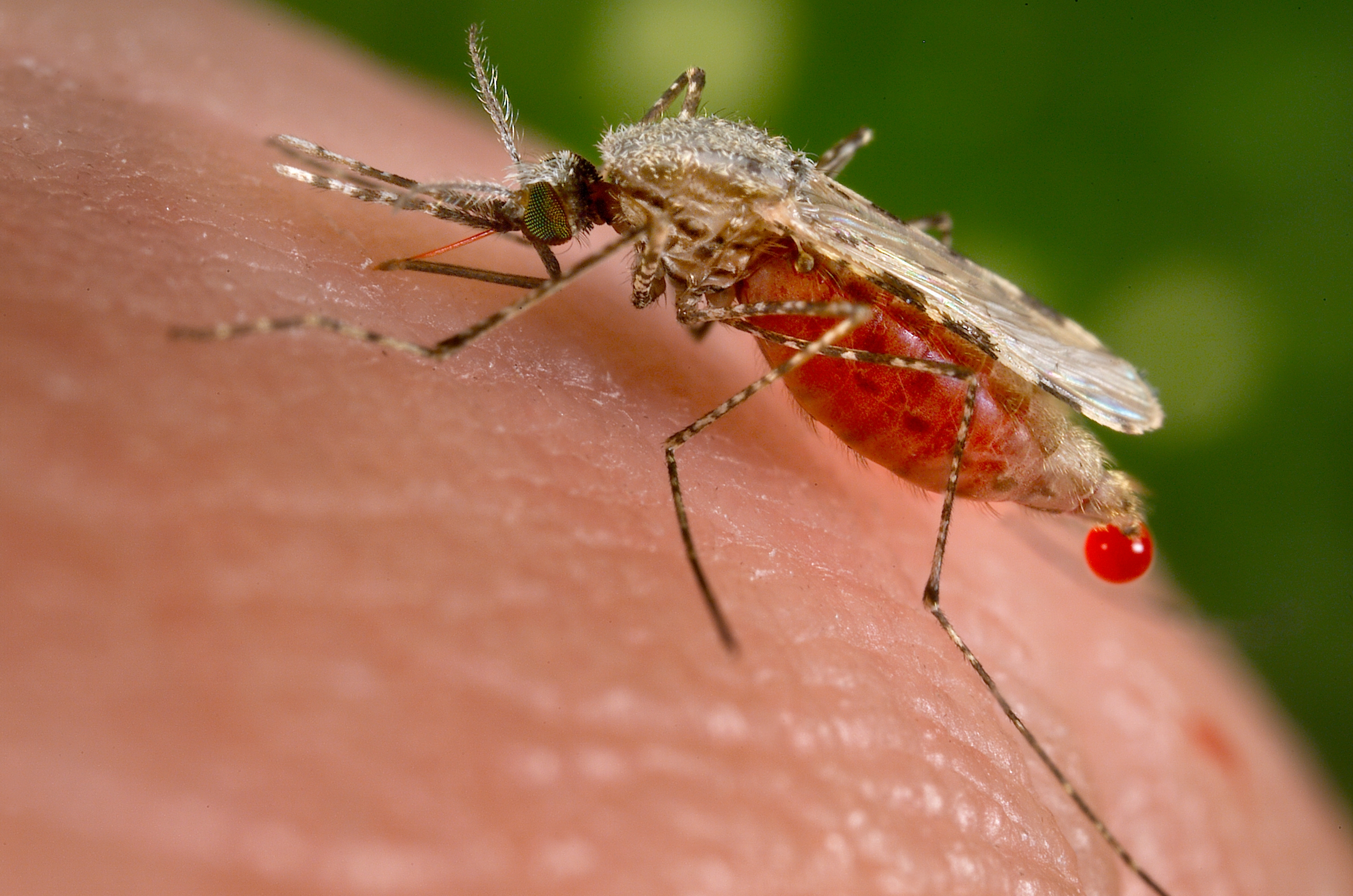
Một con muỗi Anopheles đang đốt

Muỗi đốt con người gây ngứa ngáy và là vật trung gian truyền bệnh giữa người với người, hay giữa động vật và người. Các bệnh do muỗi truyền có thể gây tử vong cao gồm sốt xuất huyết, sốt rét, sốt vàng da.... Việt Nam có rất nhiều muỗi tập trung và là ổ dịch lớn làm tử vong nhiều người.

### Kiến

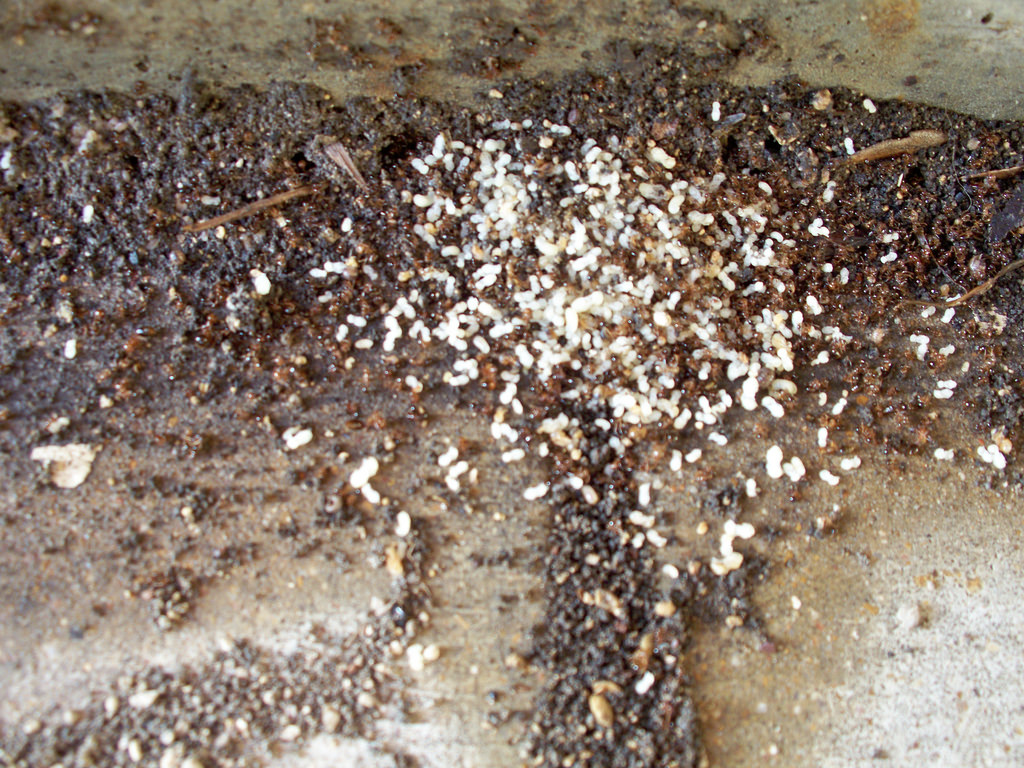
Một đàn kiến trong nhà

Kiến sống trong nhà thành từng đàn lớn, chúng bò khắp nơi, bu vào và làm hư hỏng đồ ăn của con người, đốt con người và vật nuôi gây đau ngứa, sưng tấy mẫn đỏ, nhiều khi chúng còn chui vào tai con người. Chúng sống hàng triệu con trong nhà và đào bới làm tổ tạo thành những tổ kiến ngầm trong các bức tường làm hại kết cấu và thẫm mỹ của ngôi nhà. 

### Gián

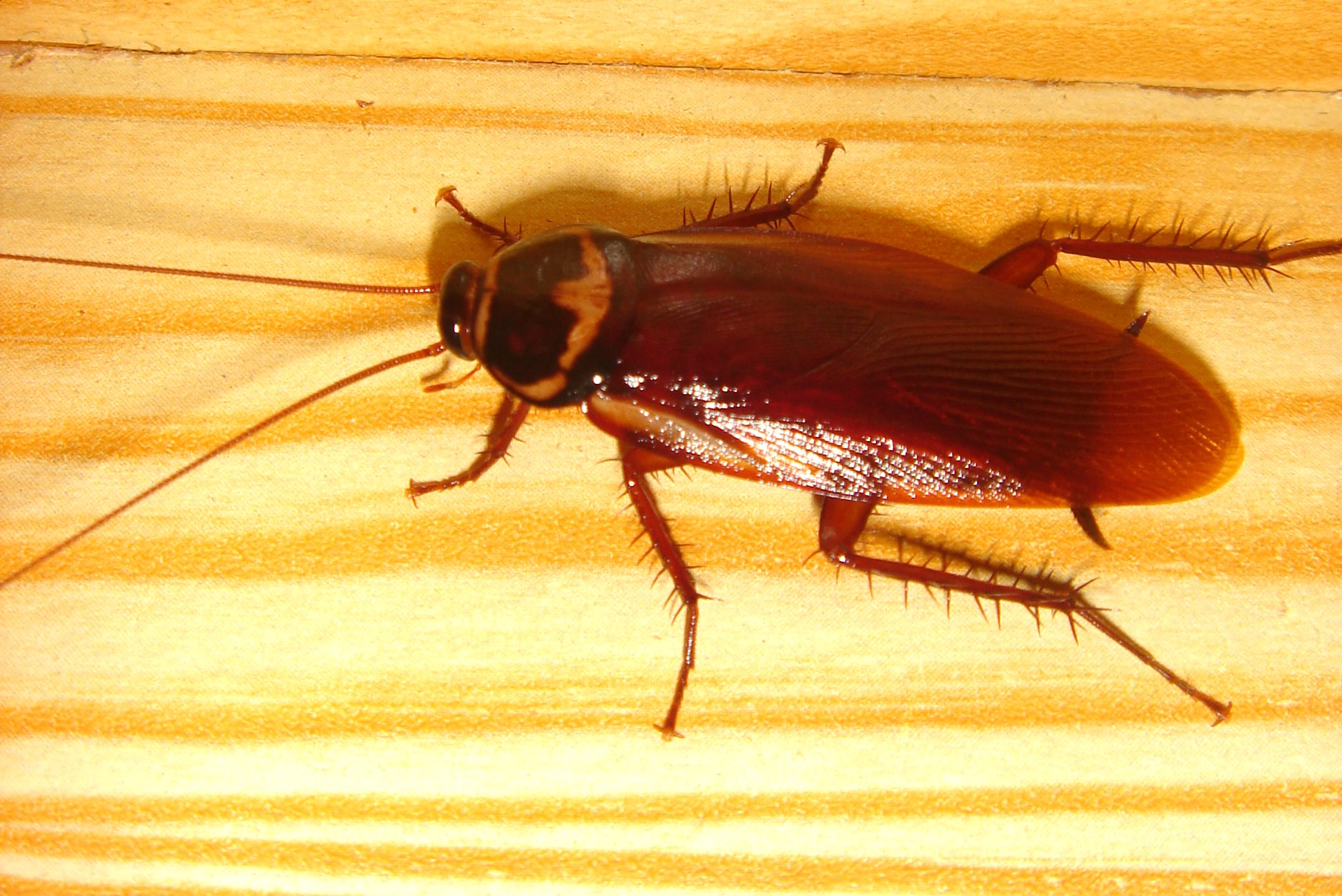
Một con gián nhà

Gián là loài côn trùng có hại cho sinh hoạt hàng ngày và sức khỏe của con người, vì chúng có tập tính sống ở những nơi bẩn thỉu, hủy hoại và làm thức ăn bị nhiễm khuẩn, đồng thời có thể gặm nhấm làm hư hỏng một số vật dụng như quần áo, vải vóc, bìa gáy sách vở. Các chất bài tiết, nôn mửa từ miệng gián, các tuyến trên cơ thể của gián có mùi hôi đặc biệt, rất khó chịu và đọng lại rất lâu trên những vật dụng mà nó đã đi qua. Khi chết, chúng thường kéo ra chỗ trống và nằm ngữa gây mất vệ sinh. 

### Mạt
Mạt nhà thường sống trong chủ yếu trong bụi nhà, và những nơi như giường ngủ, trên chăn màn chiếu gối, nệm, thảm len, đồ vải, màn che, ghế, nệm thảm và những đồ chơi trẻ em có lông (thú bông, thú nhồi bông...). Một chiếc nệm có thể chứa đến 2 triệu con mạt nhà hay những nơi thiếu vệ sinh hoặc ở nơi sống tập thể, không giặt giũ thường xuyên chăn mền, drap trải giường chúng chủ yếu gây dị ứng, mẫn ngứa, sưng đỏ. 

### Rệp
Rệp giường thường cư trú ở các khe giường, tủ, ghế hoặc dưới các lớp đệm mút. Những vết rệp cắn ngoài gây ngứa ngáy khó chịu còn có thể dẫn đến nhiễm trùng. Chúng có thể lây lan khắp nơi, vô cùng khó tiêu diệt và gần như không thể kiểm soát. Dù nhà cửa sạch sẽ thơm tho cũng không giúp tránh được việc bị rệp xâm nhập.

### Loài khác
- Mối thích ăn chất cellulose của gỗ. Nó là côn trùng có hại vì phá hoại nhà cửa, đê điều, hồ chứa nước, thuyền bè, cầu cống, chúng còn xâm nhập vào nhà và ăn các tủ, đồ đoàn bằng gổ và các cuốn sách, tài liệu.
- Nhện nhà giăng mạng trong nhà, trên trần nhà, nơi nào gần đèn chiếu sang bên ngoài nhà. Hầu hết các loại nhện gây khó chịu bởi mạng nhện mà chúng giăng lên phải mất công quét mạng nhện. Nhiều người thường rất sợ nhện.
- Bọ chét là vấn đề thường gặp trong nhà nhất là những nhà có mèo hay chó, chúng gieo sự khốn khổ mà vết cắn của bọ chét gây ra cho người và vật nuôi.
- Thạch sùng gây ra phiền toái vì ăn vụng thức ăn hoặc có phân mùi khó chịu và hình thù tởm lợm.
- Những con thiêu thân Ephemeroptera hay bu quanh những ngọn đèn rồi chết và gây mất vệ sinh và nếu vô tình bị dính dịch của chúng gây ra ngứa ngáy, khó chịu.